# الدوري الهولندي الدرجة الأولى 2009–10
الدوري الهولندي الدرجة الأولى 2009–2010 هو الموسم الرابع والخمسون من الدوري الهولندي الدرجة الأولى منذ إنشائه في عام 1956. فاز بهذا الموسم نادي دي غرافشاب.

## الفرق
يشارك 20 نادي في الدوري: النادي الذي يحتل المرتبة الأولى في هذا الدوري يتأهل مباشرة إلى الدوري الهولندي الممتاز، تأهل في هذه الدوري نادي دي غرافشاب.